# Gulgumpad taggnäbb
Gulgumpad taggnäbb (Acanthiza chrysorrhoa) är en fågel i familjen taggnäbbar inom ordningen tättingar.

## Utseende
Gulgumpad taggnäbb är en liten tätting med en tunn och spetsig näbb. Den är tydligt större än andra taggnäbbar i sitt utbredningsområde, med svartaktig stjärt och tydligt gul övergump. 

## Utbredning och systematik
Gulgumpad taggnäbb förekommer i Australien. Den delas in i fyra underarter med följande utbredning:
- Acanthiza chrysorrhoa normantoni – förekommer i inre öst-centrala Australien
- Acanthiza chrysorrhoa leighi – förekommer i sydöstra Australien (sydöstra Queensland till Victoria och östra South Australia)
- Acanthiza chrysorrhoa leachi – förekommer på Tasmanien (utom områden i väster)
- Acanthiza chrysorrhoa chrysorrhoa – förekommer i södra Western Australia (östra Pilbara till gränsen till South Australia)

## Levnadssätt
Gulgumpad taggnäbb hittas i en rad olika miljöer, inklusive odlingsbygd. Den ses vanligen i flock och födosöker mestadels på marken.

## Status och hot
Arten har ett stort utbredningsområde, men tros minska i antal, dock inte tillräckligt kraftigt för att den ska betraktas som hotad. Internationella naturvårdsunionen IUCN listar arten som livskraftig (LC).

## Bilder

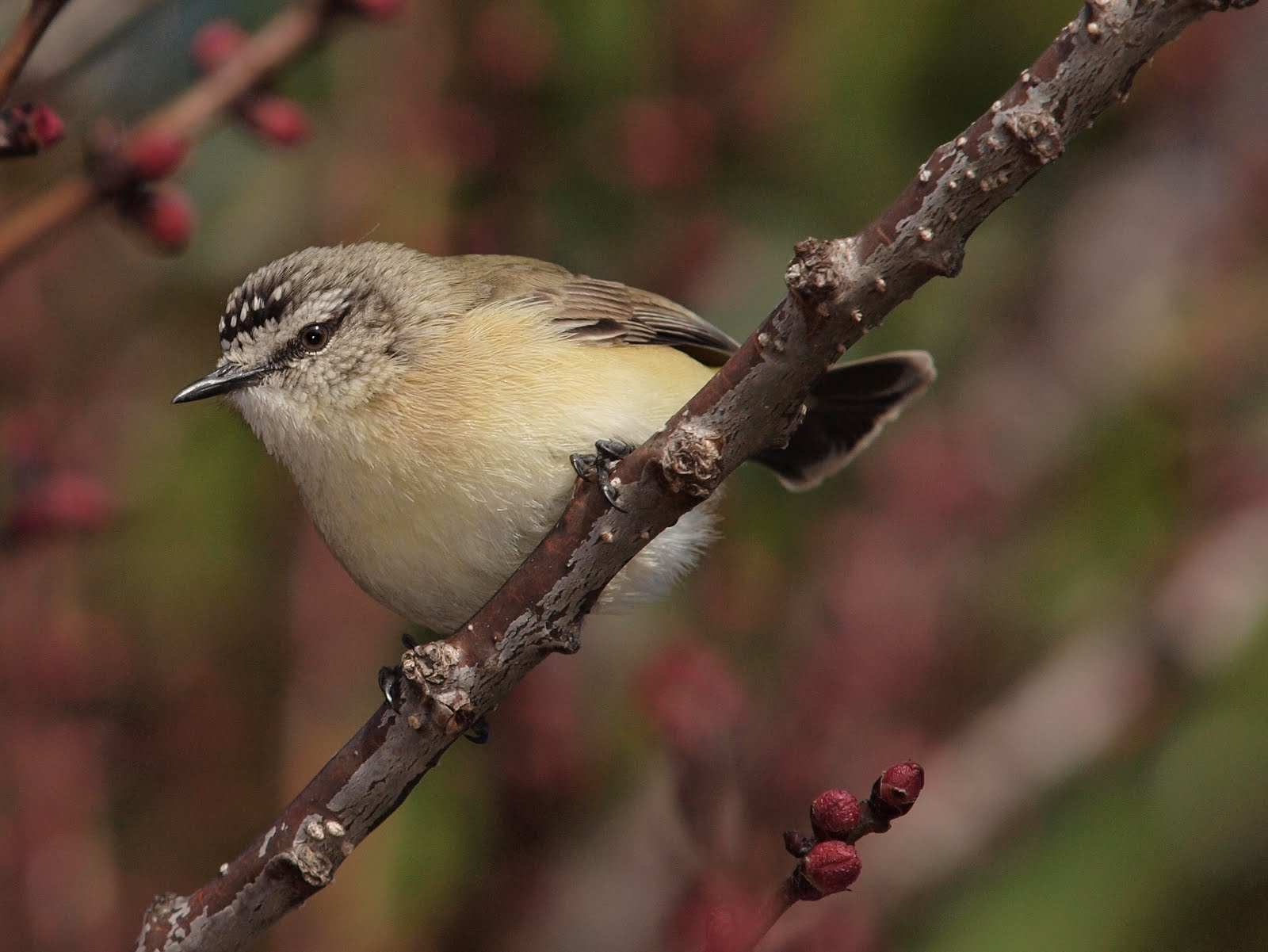